# Тяглівське родовище вугілля
Тяглівське родовище Південно-Західного вугленосного району Львівсько-Волинського басейну.
Площа родовища становить 160 км² при максимальному простяганні з північного заходу на південний схід 20 км та при ширині 8 км.
Тяглівське родовище поділено на три поля: шахти «Тяглівські» № 1, 2, 3. На полі шахти «Тяглівська» № 1 проведена детальна розвідка, запаси вугілля затверджені ДКЗ СРСР в 1986 р. (протокол № 1082 від 28.11.1986) і об'єкт передано Мінвуглепрому України в 1987 р. для промислового освоєння першої черги з вводом в експлуатацію в 2004 р. У стратиграфічному розрізі родовища виділяються верхньодевонські карбонатні відклади, кам'яновугільні відклади і перекриваючі їх теригенні юрські, карбонатні верхньокрейдові, а також четвертинні відклади. Девонські утворення представлені кавернозними вапняками і червоно-бурими пісковиками франського і фаменського ярусів. Продуктивні відклади кам'яновугільної системи належать до турнейського, візейського, серпуховського і башкирського ярусів. На Тяглівському родовищі відсутні відклади хорівської світи турнейського ярусу.
Мінімальна глибина залягання продуктивних кам'яновугільних відкладів становить 528 м, максимальна — 1050 м.
За марочним складом на родовищі домінує вугілля технологічних груп Г і Ж (газове і жирне вугілля); вугілля марки Г всіх пластів здатне до коксування. Запаси вугілля марки Ж — 400 млн тонн.
За потужністю вугільних пластів більшість балансових і забалансових запасів вугілля на Тяглівському родовищі належить до груп 0,61—0,8 м і 0,81—1,00 м.
Прогнозні ресурси вуглеводневих газів по 10 промислових вугільних пластах, 7 горизонтах вуглевмісних порід Тяглівського родовища сумарно оцінюють у 20 млрд кубометрів.